# Charles B. DeBellevue
Charles Barbin « Chuck » DeBellevue, né le 15 août 1945 à la Nouvelle-Orléans, est un aviateur américain et as de la guerre du Viêt Nam.
En 1972, alors qu'il servait dans la guerre, DeBellevue est devenu le premier officier des systèmes d'armes de l'armée de l'air américaine à devenir as. Il a été crédité d'un total de six MiG touchés, soit le plus grand nombre par un aviateur américain au cours de la guerre.